# Hyalaethea dohertyi
Hyalaethea dohertyi là một loài bướm đêm thuộc phân họ Arctiinae, họ Erebidae.